# 칵테일 파티

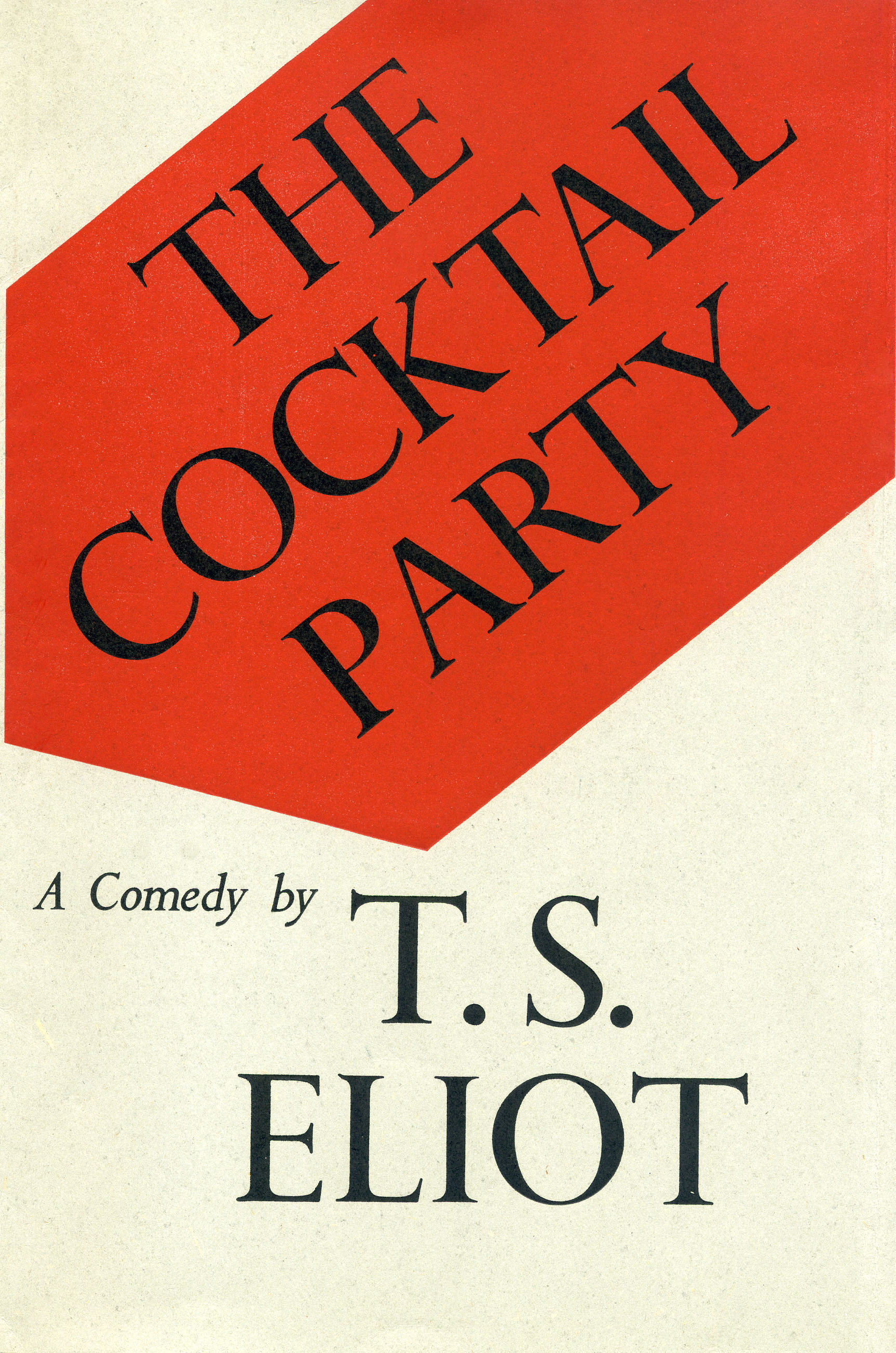
제1판

《칵테일 파티》(The Cocktail Party)는 T. S. 엘리엇의 시극(詩劇)이다. 1949년 에든버러 축제에서 처음 공연되었다.
3막으로 되어 있고 ‘희극’이라는 작가 자신의 단서가 첨부되었다. 런던의 어느 아파트에서 칵테일 파티가 열린다. 그날 아침, 아내인 라비니아가 가출해 버린 변호사 찬바레는 아내 이외에 연인이 있는 듯하다. 또 줄리아와 피터라고 하는 남녀의 결합이 이루어지고 정신과 의사인 라이리가 줄거리의 발전에 역할을 담당하지만 그는 이들 ‘병든’ 등장인물의 정신적인 불모상태를 지적하는 역할을 하고 있는 듯하다. 즉 등장인물들은 신앙을 잃고 사랑이 없는 고독한 존재인 것을 깨쳐간다. 유리피데스의 <알케스티스>를 밑받침으로 하였다는 것을 작가 자신도 비치고 있으나, 그리스 극의 형식을 피하여 투명한 문체, 일상용어에 가까운 영어를 사용하여 다른 것에 비하면 비교적 ‘극(劇)다운’점이 있다.